# سام ادکینز (بازیکن فوتبال)
سام ادکینز (انگلیسی: Sam Adkins؛ زادهٔ ۳ دسامبر ۱۹۹۱) بازیکن فوتبال اهل بریتانیا است.
از باشگاه‌هایی که در آن بازی کرده‌است می‌توان به باشگاه فوتبال استراتفورد تاون، باشگاه فوتبال لیمینگتون، باشگاه فوتبال ردیچ یونایتد، باشگاه فوتبال والسال، و باشگاه فوتبال سولیهال مورس اشاره کرد.